# Rainer Maria Gerhardt
Rainer Maria Gerhardt (* 9. Februar 1927 in Karlsruhe; † 27. Juli 1954 in Karlsruhe) war ein deutscher Schriftsteller, Verleger und Übersetzer.

## Leben und Werk
Rainer Maria Gerhardt besuchte die Volksschule und begann 1941 eine Ausbildung bei einer Lebensversicherung in Karlsruhe. 1942 verlor er durch einen Bombenangriff seine Wohnung und beendete seine Lehre in Wien, wo er bei einem Onkel, dem Komponisten Hans Erich Apostel wohnte. Dort kam er mit moderner Literatur und Musik in Berührung.
1947 besuchte er als Gasthörer Philosophievorlesungen an der Universität Freiburg und versuchte, Anschluss an die aktuelle amerikanische Lyrik (Ezra Pound, William Carlos Williams, Charles Olson und Robert Creeley) zu finden. In seinem Verlag „fragmente“ publizierte er neben Titeln von Ezra Pound, Claire Goll und Claus Bremer auch eigene Bücher, in der von ihm edierten Zeitschrift Fragmente. Eine internationale Revue für moderne Dichtung standen Texte von Ezra Pound, William Carlos Williams, Basil Bunting, T.S. Eliot, Robert Creeley, Aimé Césaire, Henry Miller, die er gemeinsam mit seiner Frau Renate zum Teil zum ersten Mal ins Deutsche übertrug. Die zweite Ausgabe seiner Zeitschrift enthielt eine Beilage, in der er seine poetologischen Gedanken versammelte, Gottfried Benn vehement angriff und sich auf Arno Schmidt, James Joyce und Paul Klee berief. Seine Überlegungen waren von großem Einfluss auf Charles Olson, der sich von Gerhardt zu seinen Überlegungen zum Raum (SPACE) und zum Atem in der modernen Lyrik anregen ließ.
In Deutschland fand Gerhardt Anerkennung bei Ernst Robert Curtius, Alfred Andersch und Hans Magnus Enzensberger, international bei Autoren wie William Carlos Williams in Amerika, André Breton und Max Ernst in Frankreich oder Jean Arp in der Schweiz. Gerhardt scheiterte an der fehlenden breiten Anerkennung, die ihn, finanziell ruiniert und literarisch isoliert, 1954 in den Selbstmord trieb. Seine Frau Renate Gerhardt (1926–2017), die nach seinem Tod weiterhin als Übersetzerin renommierter Autoren tätig war, versuchte, mit dem Gerhardt Verlag an die frühere Arbeit anzuknüpfen. Beispielsweise übersetzte sie Virginia Woolfs feministischen Essay A Room of One’s Own aus dem Jahr 1929 erstmals ins Deutsche, gab ihm den Titel Ein Zimmer für sich allein und veröffentlichte ihn 1978 im eigenen Verlag.
Die Sammlung Umkreisung erschien zu Gerhardts 80. Geburtstag im Februar 2007 und wurde in der Berliner Akademie der Künste der Öffentlichkeit vorgestellt.

## Bibliographie
Einzeltitel
- Umkreisung. Das Gesamtwerk, hg. von Uwe Pörksen, Wallstein Verlag, Göttingen 2007, ISBN 978-3-8353-0123-8
- der tod des hamlet, Freiburg 1950
- umkreisung, Karlsruhe 1952

Anthologien und Literaturzeitschriften
- Hans Bender (Hg.), Widerspiel. Deutsche Lyrik seit 1945, Hanser Verlag, München 1962
- FRAGMENTE. blätter für freunde.[2] Ausgaben 1 – 6, Freiburg o. J.
- fragmente. internationale revue für moderne dichtung, Ausgaben 1 und 2, Freiburg 1951
- Akzente, 3. Ausgabe, München 1956